# Deep Purple in Rock
Az 1970-ben megjelent Deep Purple in Rock, vagy néha egyszerűbben csak In Rock egy hard rock album a Deep Purple együttestől. Szerepel az 1001 lemez, amit hallanod kell, mielőtt meghalsz című könyvben.
Ez volt az első stúdióalbum a Deep Purple „Mark II” felállása után. A korábbi munkáik pop-orientáltabbak voltak, más előadók (köztük a Beatles és Neil Diamond) számainak feldolgozásai is helyet kaptak rajtuk – erről az albumról eltűnt mindez, majdnem az összes szám az együttes öt tagjának a szerzeménye. A „Speed King” és a „Flight of the Rat” kitűnő példái a hard rock stílusnak, és a zenekar új elképzeléseinek. A „Child in Time” az egyik leghíresebb felvétel az albumon. A szám érdekessége, hogy eredetileg az „It's A Beautiful Day” nevű kaliforniai együttes 1969-es Bombay Calling száma volt, amelyet engedély nélkül használták föl. A dolgot lerendezően, az együttes felhasználhatott egy számot a Purple-től, amely az akkor sikeres Wring That Neck alapján átdolgozott Don And Dewey lett 1970-ben. A szám balladaként kezdődik, majd igazi rockszámmá változik át, több improvizációt is tartalmaz, és híres az Ian Gillan által kiénekelt igen magas hangokról is. A szám érdekessége még, hogy Ritchie Blackmore Gibson gitárral játszott a szokásos Fender Stratocaster helyett. A Child in Time volt az egyetlen dal az albumról, ami rákerült a Made in Japan albumra két évvel később, noha általában a Speed King-et játszották ráadásként. (Később ez is rákerült a CD kiadás második lemezére.) A Bloodsucker-t 1998-ban újra felvették az „Abandon” albumra.
Néhány országban (például Mexikóban) az albumon helyet kapott a Black Night című szám, ami máshol csak kislemezen jelent meg.
A lemezborító az együttes tagjait ábrázolja a Mount Rushmore amerikai elnököket ábrázoló arcképeihez hasonlóan.
2000-ben a Q magazin az In Rockot a 78. helyre tette a „100 legjobb brit album” listáján.

## Az album dalai

### Eredeti kiadás
|    | Cím               | Szerző(k)                              | Hossz |
| -- | ----------------- | -------------------------------------- | ----- |
| 1. | Speed King        | Blackmore, Gillan, Glover, Lord, Paice | 5:49  |
| 2. | Bloodsucker       | Blackmore, Gillan, Glover, Lord, Paice | 4:10  |
| 3. | Child in Time     | Blackmore, Gillan, Glover, Lord, Paice | 10:14 |
| 4. | Flight of the Rat | Blackmore, Gillan, Glover, Lord, Paice | 7:51  |
| 5. | Into the Fire     | Blackmore, Gillan, Glover, Lord, Paice | 3:28  |
| 6. | Living Wreck      | Blackmore, Gillan, Glover, Lord, Paice | 4:27  |
| 7. | Hard Lovin' Man   | Blackmore, Gillan, Glover, Lord, Paice | 7:11  |

### A 25 éves jubileumi kiadás bónuszdalai
|     | Cím                                               | Szerző(k)                              | Hossz |
| --- | ------------------------------------------------- | -------------------------------------- | ----- |
| 8.  | Black Night                                       | Blackmore, Gillan, Glover, Lord, Paice | 3:28  |
| 9.  | Studio Chat (1)                                   |                                        | 0:28  |
| 10. | Speed King (zongora változat)                     | Blackmore, Gillan, Glover, Lord, Paice | 4:14  |
| 11. | Studio Chat (2)                                   |                                        | 0:25  |
| 12. | Cry Free (Roger Glover-remix)                     | Blackmore, Gillan, Glover, Lord, Paice | 3:20  |
| 13. | Studio Chat (3)                                   |                                        | 0:05  |
| 14. | Jam Stew (korábban kiadatlan instrumentális szám) | Blackmore, Gillan, Glover, Lord, Paice | 2:30  |
| 15. | Studio Chat (4)                                   |                                        | 0:40  |
| 16. | Flight of the Rat (Roger Glover-remix)            | Blackmore, Gillan, Glover, Lord, Paice | 7:53  |
| 17. | Studio Chat (5)                                   |                                        | 0:31  |
| 18. | Speed King (Roger Glover-remix)                   | Blackmore, Gillan, Glover, Lord, Paice | 5:52  |
| 19. | Studio Chat (6)                                   |                                        | 0:23  |
| 20. | Black Night (vágatlan Roger Glover-remix)         | Blackmore, Gillan, Glover, Lord, Paice | 4:47  |

## Közreműködők
- Ian Gillan – ének
- Ritchie Blackmore – szólógitár
- Jon Lord – orgona, billentyűk
- Roger Glover – basszusgitár
- Ian Paice – dob

Hangmérnökök
- Andy Knight – IBC Studios
- Martin Birch – De Lane Lea
- Philip McDonald – Abbey Road Studios